# Paytagil
Paytagil är en ort i Mexiko.   Den ligger i kommunen Huixtán och delstaten Chiapas, i den sydöstra delen av landet, 800 km öster om huvudstaden Mexico City. Paytagil ligger 2 146 meter över havet och antalet invånare är 116.
Terrängen runt Paytagil är kuperad. Runt Paytagil är det ganska tätbefolkat, med 90 invånare per kvadratkilometer. Närmaste större samhälle är San Cristóbal de las Casas, 19,0 km väster om Paytagil. I omgivningarna runt Paytagil växer huvudsakligen savannskog.